# 奧地利的路德維希·維克多
奧地利的路德維希·維克多（德語：Ludwig Viktor von Österreich，1842年5月15日—1919年1月18日），奧地利皇帝法蘭茲·約瑟夫一世的弟弟。
路德維希·維克多是同性戀，因此終生未婚。1919年，路德維希·維克多於瓦尔斯-锡岑海姆去世，享年77歲。